# Atarfe
Atarfe – gmina w Hiszpanii, w prowincji Grenada, w Andaluzji, o powierzchni 47,25 km². W 2011 roku gmina liczyła 16 843 mieszkańców.
Atarfe słynie z koncertów muzycznych.